# 宝林寺 (練馬区)
宝林寺（ほうりんじ）は、東京都練馬区にある浄土真宗本願寺派の寺院。同宗派の真龍寺・敬覚寺とともに「三軒寺」を称している。

## 概要
1627年（寛永4年）、林西によって開山された。江戸浅草御坊（現築地本願寺）内の小寺院として創建された。
その後1657年（明暦3年）の明暦の大火で焼失し、旧浅草御坊の後身の築地本願寺の寺中に入った。その後昭和初期までは、築地本願寺とともに歴史を歩んだ。
1923年（大正12年）の関東大震災で焼失し、1928年（昭和3年）に築地本願寺から分かれて、「三軒寺」の他の2寺院とともに現在地に移転した。
2000年（平成12年）には、本堂を鉄筋コンクリート造の現代建築に建て替えた。

## 交通アクセス
- 西武池袋線石神井公園駅より徒歩20分。
- 石神井公園駅・吉祥寺駅・成増駅などよりバス （西武バス・国際興業バス）「三軒寺」下車